# Cotocollao-Kultur

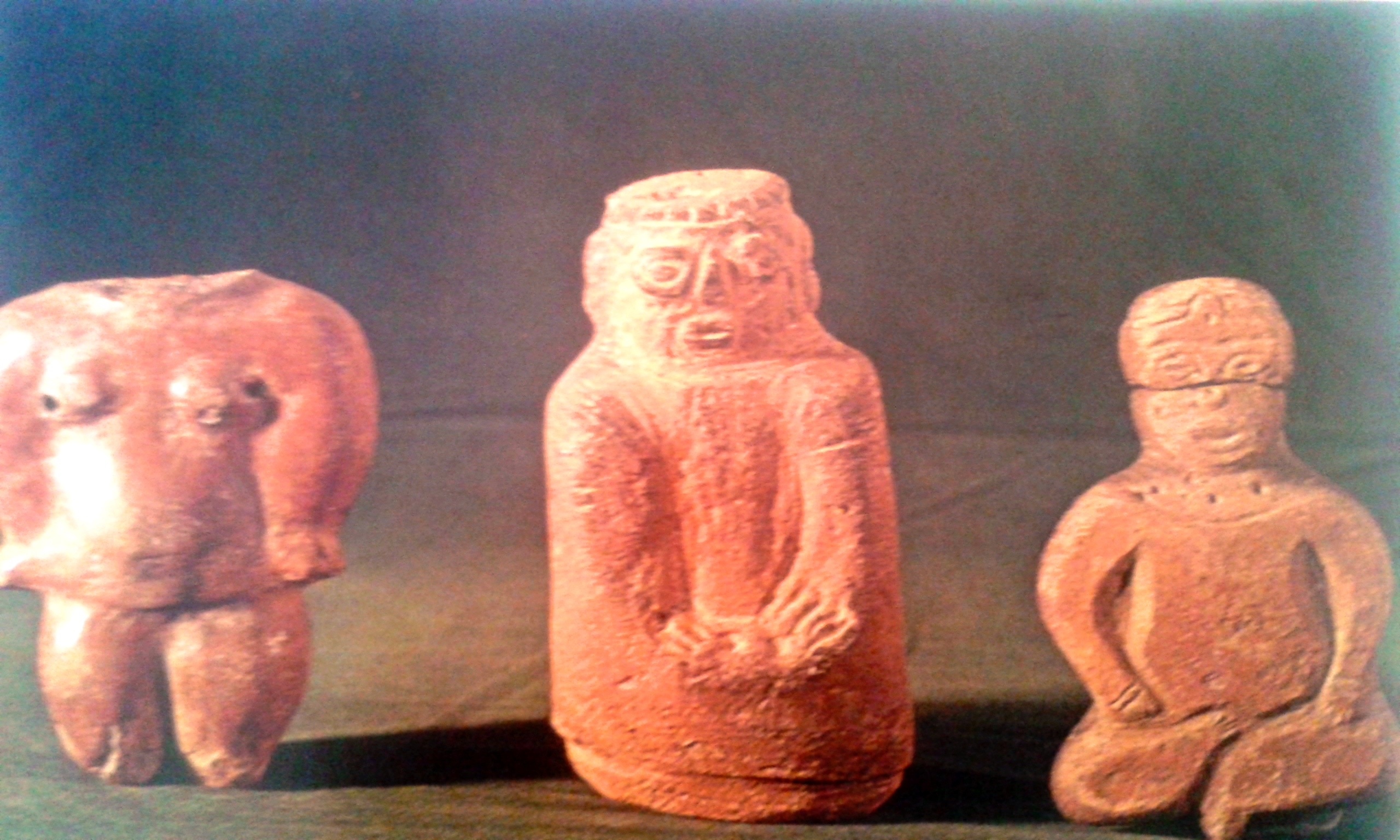
Keramikfiguren der Cotocollao-Kultur im Museo del Banco Central del Ecuador (2015)

Die Cotocollao-Kultur war eine präkolumbische Kultur der Formativen Periode in der Sierra Ecuadors nahe Quito. Sie existierte vom 18. bis zum 4. Jahrhundert v. Chr. und kann in vier keramische Phasen unterteilt werden. Archäologische Erkundungen durch Marcello Villalba ergaben 70 weitere Fundstätten im Längstal von Quito und den Tälern von Los Chillos und Tumbaco. Die Siedlungsspuren weisen auf agrarische Subsistenzwirtschaft hin, die auf dem Anbau von Mais, Kartoffeln, Knolligem Sauerklee, Quinoa und Anden-Lupine beruhte.
Für Steingerät wurde unter anderem Obsidian verwendet. Ob und inwieweit zwischen den Siedlungen Beziehungen bestanden, ist bisher unbekannt. Mit dem Ausbruch des Vulkans Pululahua ging die Cotocollao-Kultur unter.
Stilistische Ähnlichkeiten in der Ausgestaltung der Keramiken sprechen dafür, dass zwischen den Cotocollao-Kulturen in den Anden und der Machalilla-Kultur an der Pazifikküste Handelsbeziehungen bestanden.